# ماركو روزينئوينغ
ماركو روزينئوينغ (بالألمانية: Marco Rosenzweig)‏ (15 يناير 1996 ببايرويت في ألمانيا - ) هو لاعب كرة قدم ألماني في مركز الدفاع.